# 邵仁枚
丹斯里邵仁枚（1901年1月1日—1985年3月2日），KStJ，原名初章，字仁枚，號山客，浙江寧波人，電影企業家。

## 生平
邵仁枚在家中排行第三，六弟為邵逸夫。1925年，邵仁枚在新加坡成立邵氏機構，後來邵逸夫加入參與經營多間戲院及電影發行。同年，邵氏三兄弟長子邵醉翁、次子邵邨人、三子邵仁枚在上海創辦天一影片公司，建立了電影發行基地。1930年，邵逸夫與邵仁枚在新加坡成立邵氏兄弟公司，1958年再在香港成立邵氏兄弟（香港）有限公司，在香港製作電影，邵逸夫任總裁。1961年12月6日，位於九龍清水灣半島的邵氏片場正式啟用。香港大學建有邵仁枚樓紀念邵氏家族對大學的捐獻。